# Gabriel de Castilla
Gabriel de Castilla, né en 1577 à Palencia et mort vers 1620 à Lima, est un explorateur et navigateur espagnol.

## Biographie
Il a été un des premiers explorateurs de l'Antarctique. Sa contribution à la connaissance de l'Antarctique a été ignorée de son vivant et longtemps après. Ce n'est qu'à la fin du XVIIIe siècle que ses contributions ont été reconnues.
Sous le règne du vice-roi de Nouvelle-Espagne, Luis de Velasco y Castilla, il part de Valparaíso avec trois navires et aurait atteint, en 1603, le sud du passage de Drake, ce qui serait pour l'époque le record de latitude. Certains historiens pensent qu'il aurait aperçu les îles Shetland du Sud, proches de l'Antarctique, mais ce fait n'est pas avéré.
La base antarctique Gabriel de Castilla sur l'île de la Déception est nommée en sa mémoire.